# 科宁 (阿肯色州)
科宁是美国阿肯色州的一座城市，克莱县县治所在地，2000年人口3,679。

## 地理
根据美国人口普查局的资料，该市总面积为3.2平方英里（8.4平方千米），其中水域面积占0.93%。

## 人口
直至2000年，科宁人口为3,679，人口密度为每平方英里1,150.0人（每平方千米443.9人），其中97,77%为白人，0.33%为黑人或非裔美国人，0.24%为亚裔，0.95%为多人种，0.38%为拉丁美裔，其他占0.11%。